# Europaparlamentsvalet i Estland 2009
Europaparlamentsvalet i Estland 2009 ägde rum söndagen den 7 juni 2009. Drygt 0,9 miljoner personer var röstberättigade i valet om de sex mandat som Estland hade tilldelats innan valet. Estland var inte uppdelat i några valkretsar, utan fungerade som en enda valkrets i valet. För första gången i ett Europaparlamentsval, var det möjligt för väljarna att rösta via både internet och sms. Nästan 60 000 väljare röstade via internet. I valet tillämpade landet ett valsystem med partilistor och d’Hondts metod, utan någon spärr för småpartier. Det var inte möjligt för väljarna att personrösta, vilket ansågs bidra till ett ökat stöd för de oberoende kandidaternas listor.
Valets stora skräll stod den oberoende kandidaten Indrek Tarand för. Han lyckades erhålla över 25 procent av rösterna och var nära att även passera det största partiet Centerpartiet, som fick drygt 26 procent av rösterna. Både Centerpartiet och Estniska reformpartiet gick framåt, främst på bekostnad av Socialdemokratiska partiet och Förbundet Fäderneslandet och Res Publica, som båda backade. Tillbakagången för Förbundet Fäderneslandet och Res Publica var inte tillräckligt stor för att ge utslag i mandatfördelningen, medan Socialdemokratiska partiet miste två av sina tre mandat från valet 2004. Istället vann Centerpartiet ett mandat mer.
Valdeltagandet ökade signifikant till 43,88 procent av väljarna. Det innebar en uppgång på ungefär sjutton procentenheter jämfört med valet 2004, vilket var den kraftigaste uppgången i valdeltagande i hela unionen. Det var dock fortfarande ungefär 20 procentenheter lägre än vid val till Estlands parlament. Valdeltagandet var högst i städerna; i Tallinn var valdeltagandet över 54 procent.

## Valresultat
|                                                                                             |          |  |          |        |
|                                                                                             | Andel    |  | Antal    | Mandat |
| Centerpartiet                                                                               | 26,07 %  |  | 103 506  | 2      |
| Centerpartiet                                                                               | +8,54 %  |  | +62 803  | +1     |
| Indrek Tarand                                                                               | 25,81 %  |  | 102 460  | 1      |
| Indrek Tarand                                                                               | +25,81 % |  | +102 460 | +1     |
| Estniska reformpartiet                                                                      | 15,33 %  |  | 60 877   | 1      |
| Estniska reformpartiet                                                                      | +3,11 %  |  | +32 505  | ±0     |
| Förbundet Fäderneslandet och Res Publica                                                    | 12,22 %  |  | 48 492   | 1      |
| Förbundet Fäderneslandet och Res Publica                                                    | –4,93 %  |  | +8 661   | ±0     |
| Socialdemokratiska partiet                                                                  | 8,69 %   |  | 34 508   | 1      |
| Socialdemokratiska partiet                                                                  | –28,10 % |  | –50 921  | –2     |
| Övriga partier och kandidater                                                               | 11,87 %  |  | 47 139   | 0      |
| Övriga partier och kandidater                                                               | –4,45 %  |  | +9 244   | ±0     |
| Ogiltiga och blanka röster                                                                  | 0,55 %   |  | 2 199    | 0      |
| Ogiltiga och blanka röster                                                                  | –0,41 %  |  | –56      | ±0     |
| Valdeltagande                                                                               | 43,88 %  |  | 399 181  | 6      |
| Valdeltagande                                                                               | +17,05 % |  | +164 696 | ±0     |
| Antal röstberättigade 909 628 01 EPP 01 S&D 03 ALDE 01 G/EFA 00 ECR 00 GUE/NGL 00 EFD 00 NI |          |  |          |        |